# Bukowa Góra nad Pysznem

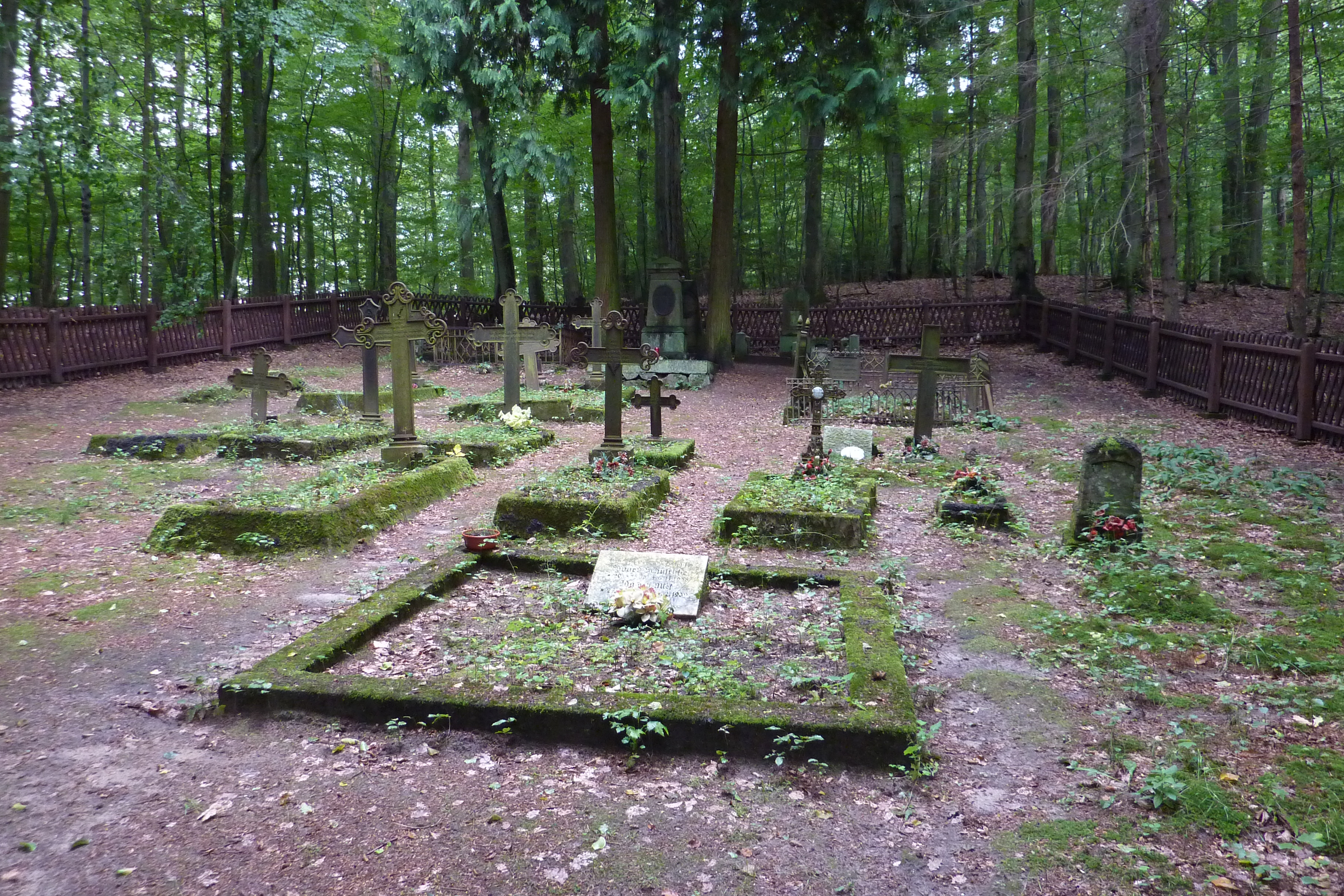
Cmentarz niemieckich leśników na Bukowej Górze

Rezerwat przyrody „Bukowa Góra nad Pysznem” – leśny rezerwat przyrody na Kaszubach, utworzony w 1982 r., o powierzchni 6,27 ha. Rezerwat obejmuje wzgórza morenowe nad jeziorem Pyszne pokryte wysokopiennym drzewostanem dębowo-bukowym. Ochronie rezerwatu podlega głównie 220-letni drzewostan bukowy. Znajdują się tu również stanowiska licznych gatunków roślin podlegających ochronie (m.in. bluszcz pospolity, perłówka jednokwiatowa i groszek skrzydlasty). Na terenie rezerwatu znajduje się również poniemiecki cmentarz pracowników leśnych. Najbliższa miejscowość to Sierzno.